# 五马坊
五马坊是一座明代石牌坊，属于功名坊，位于中国安徽省黄山市歙县许村镇许村。
五马坊建于明正德二年（1507年），用以旌表明洪武年间的福建汀州府知府许伯升（1332-1383）。许伯升在福建汀州府担任知府三年，卒于任上，以其德政得汀人爱戴，建许公庙，对联“多索一分一厘是祸国殃民，少一冤一枉乃为官正道”。五马坊为四柱三间五楼式，高9.7米，雕刻精美。许伯升墓道坊原有53座，从徽州府界起一直到许村，已毁。
2006年5月，五马坊作为许村古建筑群的子项，被列为第六批全国重点文物保护单位。